# Berthold Jacob
Berthold Jacob Salomon (Berlín, 12 de diciembre de 1898-Berlin, 26 de febrero de 1944) fue un periodista y pacifista alemán.  Usó varios pseudónimos, como Marcel Rollin y Berthold Jay. Debido a su religión judía y su férrea crítica al rearme ilegal en la República de Weimar, tras la toma de poder (Machtergreifung) del Partido Nacionalsocialista Obrero Alemán en 1932, se vio obligado a huir del país. En agosto del año 1933 fue expatriado.
Fue secuestrado dos veces por los nacionalsocialistas y deportado a Alemania mientras estuvo en países extranjeros neutrales. La primera vez, tras las protestas públicas, Suiza insistió en que fuera expatriado de Alemania. La segunda vez, a escondidas, fue deportado de Lisboa a Berlín, donde finalmente murió en 1944, a causa de los continuos arrestos a lo largo de los años por parte de la Gestapo. El escritor Hans Roger Madol era su hermano menor.

## Biografía
Jacob, procedente de una familia de clase media, completó una formación mercantil en 1914. En 1917 se alistó voluntariamente en el frente y, tras vivir de primera mano la guerra, se convirtió en un pacifista radical. Al igual que el periodista y pacifista Carl von Ossietzky, Jacob fue colaborador del periódico Berliner Volks-Zeitung tras el final de la Primera Guerra Mundial, para el que informó sobre cuestiones político-militares. Además, escribió en varias publicaciones pacifistas como Das Andere Deutschland [La otra Alemania] y Warte für Menschenrechte [Guardia de los derechos humanos]. De 1923 a 1928 escribió numerosos artículos para la revista semanal Die Weltbühne [El escenario mundial], incluso bajo el seudónimo Ein alter Soldat [Un viejo soldado]. También participó activamente en la Asociación de Veteranos de la Guerra por la Paz, la Liga Alemana por los Derechos Humanos y la Sociedad Alemana por la Paz.

La ambición periodística de Jacob consistía, sobre todo, en desvelar los intentos del Reichswehr (fuerzas armadas del Reich de 1921 a 1935) alemán por rearmarse en secreto y pasar por alto el Tratado de Versalles. El escritor Walter Kiaulehn narró en retrospectiva la meticulosidad con la que procedió:
«Fue un verdadero Sherlock Holmes del periodismo y trabajaba constantemente en tablas y mapas, cuyo perfeccionamiento le revelaba todos los secretos de sus enemigos. Con un compás calculaba los escondrijos de la conspiración de asesinatos políticos y marcaba con banderitas en sus mapas las ubicaciones del Reichswehr negro. Las listas de mandos del ejército alemán se convirtieron en su lectura de cabecera, y los avisos familiares de las plazas militares en sus mejores fuentes de información». Fuente: Madrasch-Groschopp, Ursula: Die Weltbühne. Retrato de una revista
Una de estas investigaciones llevó a Jacob a descubrir el sistema de los llamados «voluntarios temporales» en un artículo en el periódico independiente Das Andere Deutschland. Estos soldados fueron preparados para ejercicios militares a corto plazo y no aparecieron en ninguna estadística.
A causa de este artículo, Jacob y el editor de Das Andere Deutschland, Fritz Küster, fueron condenados a nueve meses de prisión cada uno por alta traición por el tribunal del Reich en marzo de 1928 en el denominado «Juicio Ponton». Según expertos juristas, con este veredicto el tribunal del Reich se posicionó jurídicamente de un modo que más tarde propició la condena de Carl von Ossietzky en el llamado «Juicio de la Weltbühne».
Después de convertirse en militante del Partido Socialdemócrata de Alemania (en alemán Sozialdemokratische Partei Deutschlands o por sus siglas SPD) en 1928, tres años más tarde se unió al Partido Socialista Obrero de Alemania fundado, entre otros, por diputados pacifistas del SPD. Ya en 1932, Jacob emigró a Estrasburgo (Francia) para huir de una posible detención por parte de los nacionalsocialistas tras su toma del poder en enero de 1933.
En el exilio publicó la correspondencia de la agencia de prensa independiente Unabhängiger Zeitungs-Dienst / Service de Presse Indépendant hasta 1939, cuyo punto central era informar sobre el rearme de Alemania. Su nombre figuraba en la primera lista de expatriados del Reich alemán del 25 de agosto de 1933 junto al de numerosos autores y políticos destacados. Junto con Kurt Grossmann, Jacob inició en 1934 la campaña por el Premio Nobel en favor de Carl von Ossietzky, que finalmente se logró en noviembre de 1936.
También intentó descubrir los planes militares de los nacionalsocialistas desde el extranjero. En 1935 publicó en los periódicos franceses los detalles de sus planes de rearme. Para los nacionalsocialistas, Jacob era como una piedra en el zapato. En 1935, con la ayuda de Hans Wesemann y de varios agentes de la Gestapo, lograron que Jacob, al que detestaban, se acercara a Basilea (Suiza), cerca de la frontera alemana. El 9 de marzo de 1935 Jacob, indefenso a causa de sedantes, fue secuestrado por la Gestapo y trasladado hasta la ciudad vecina de Weil am Rhein. Desde allí fue llevado directamente a una prisión de la Gestapo en Berlín. Lo que la Gestapo no había previsto era que Suiza protestaría inmediatamente con vehemencia y públicamente contra la violación de sus derechos de soberanía y exigiría reparaciones. Al mismo tiempo, el agente que actuó como señuelo, un emigrante alemán al servicio de la Gestapo llamado Hans Wesemann, fue detenido en Ascona. Tras algunos interrogatorios este reveló muchos detalles del secuestro. Dado que la policía suiza conocía casi todos los detalles (también había investigado la participación de altos cargos de la Gestapo), Alemania vio amenazado su prestigio de forma considerable. Para limitar los daños en la política exterior, el Gobierno alemán devolvió a Jacob a las autoridades suizas el 17 de septiembre de 1935. Sin embargo, el principal motivo de la liberación fue que, durante los meses de encarcelamiento y tortura por parte de la Gestapo, Jacob había revelado el secreto de su «omnisciencia» sobre el rearme secreto alemán y otros asuntos militares. Jacob pudo hacer creer que no tenía «conexiones secretas» ni una «red de agentes». Había adquirido estos conocimientos de forma legal evaluando muchos periódicos, diarios provinciales y anuncios. Suiza deportó a Jacob a Francia, donde en los años siguientes, además de su trabajo periodístico, participó, entre otras cosas, en el Comité Preliminar para la Preparación de un Frente Popular Alemán. Ya había reunido tanto material que pudo escribir el libro Das neue deutsche Heer und seine Führer [El nuevo ejército alemán y sus líderes], en el que enumeraba con mucho detalle los mandos de los distritos militares, los cuerpos de ejército y los generales para la próxima guerra. Wesemann fue condenado a tres años de prisión en Basilea en mayo de 1936.
Tras el comienzo de la guerra en 1939, Jacob fue internado inicialmente por los franceses en el campo de internamiento de Le Vernet, en el sur de Francia. Tras la ocupación de Francia por las tropas alemanas en junio de 1940, Jacob emigró primero a través de Marsella a España y luego a Portugal. En 1941, poco antes de poder embarcarse en el buque de rescate que le hubiera llevado a los Estados Unidos, fue secuestrado por agentes del servicio de seguridad nazi y trasladado a Alemania de nuevo. Los intentos de rescate se vieron obstaculizados porque otros fugitivos sospechaban que era un «agente doble» tras su liberación por la Gestapo. En los años siguientes fue encarcelado en la prisión de la Gestapo en la Alexanderplatz de Berlín, donde su salud se fue deteriorando cada vez más. Poco antes de su muerte, fue ingresado en el Hospital Judío de Berlín con tuberculosis y tifus, donde murió el 26 de febrero de 1944. Su padre, el anticuario David Salomón, ya había sido exterminado en el campo de concentración de Auschwitz el 18 de febrero de 1943.

## Obras
- «Weissbuch über die Schwarze Reichswehr: „Deutschlands geheime Rüstungen?» ["Libro blanco sobre el Reichswehr negro: ¿El armamento secreto de Alemania?"] (con Emil Julius Gumbel), editado por la Liga Alemana por los Derechos Humanos (Deutsche Liga für Menschenrechte), Editorial Die Neue Gesellschaft, Berlín, 1925.
- «Deutschlands geheime Rüstungen?» ["¿El armamento secreto de Alemania?"] Editado en nombre de la Liga Alemana de Derechos Humanos por Emil Julius Gumbel entre otros. Editado en Die Neue Gesellschaft, Berlín 1925.
- «Verräter verfallen der Feme: Opfer, Mörder, Richter 1919-1929» ["Los traidores caen ante la corte de justicia secreta: Víctimas, asesinos, jueces 1919-1929"], escrito por Emil Julius Gumbel con la colaboración de Ernst Falck y Berthold Jacob Salomon. Editorial Malik, Berlín 1929 (Reseña escrita por Kurt Tucholsky del año 1930 en la página web Textlog.de – Textos históricos y diccionarios).

- «Die Hindenburg-Legende» ["La leyenda de Hindenburg"]. Editorial La République, Estrasburgo, aproximadamente en 1934.
- «Wer? Aus dem Arsenal der Reichstagsbrandstifter» ["¿Quién? Del arsenal de los incendiarios del Reichstag"], una investigación histórica organizada por encargo de la Liga Alemana de Derechos Humanos (Deutsche Liga für Menschenrechte), Estrasburgo, 1934.
- «Memoiren des Stabschefs Röhm» ["Memorias del jefe de Estado Mayor Röhm"], editorial Uranus, Saarbrücken, 1934.
- «Das neue deutsche Heer und seine Führer: Mit einer Rangliste des deutschen Heeres und Dienstaltersliste (nach dem Stande von Mitte August 1936)» ["El nuevo ejército alemán y sus líderes: con una lista de clasificación del ejército alemán y una lista de antigüedad (según el estado de mediados de agosto de 1936)"], editorial Éditions du Carrefour, París, 1936.

- «Warum schweigt die Welt?» ["¿Por qué guarda silencio el mundo?"], con contribuciones de Carl von Ossietzky, Georg Bernhard, Wolf Franck, Jack Iwo, Alfred Kantorowicz, Rudolf Leonhard, Paul Westheim), editorial Éditions du Phénix, París, 1936.
- «Weltbürger Ossietzky. Ein Abriss seines Werkes» ["Cosmopolitan Ossietzky. Un esbozo de su obra"], con una biografía de Ossietzky y prologada por Wickham Steed. Editorial Éditions du Carrefour, París, 1937.